# نی‌ول
نفل (روسی: Не́вель) یک شهر و مرکز اداری بخش نولسکی، استان پسکوف در استان پسکوف، روسیه، واقع در دریاچه نول در ۲۴۲ کیلومتری (۱۵۰ مایل) جنوب شرقی پسکوف، ابلاست مرکز اداری این استان است.